# Eastern (Ghana)
6°24′N 0°24′V / 6.400°N 0.400°V
Eastern Region er en af Ghanas ti administrative regioner og den administrative hovedstad er byen Koforidua. Regionen   ligger i den sydøstlige dela f landet og grænser mod nord til regionen Brong-Ahafo mod sydvest til Centralregionen, mod sydøst til Greater Accra , mod vest til Ashanti og mod øst til Volta.

## Distrikter
Eastern Region deles inn i følgende 13 distrikter:
- Afram Plains District
- Akuapim North District
- Akuapim South District
- Asuogyaman District
- Atiwa District
- Birim North District
- Birim South District
- East Akim District
- Fanteakwa District
- Kwaebibirem District
- Kwahu South District
- Kwahu West District
- Manya Krobo District
- New-Juaben Municipal District
- Suhum/Kraboa/Coaltar District
- West Akim District
- Yilo Krobo District